# Lijst van gemeenten in Kırklareli
Onderstaande lijst bevat alle gemeenten (2000) in de Turkse provincie Kırklareli.
| District    | Gemeente        |
| ----------- | --------------- |
| Babaeski    | Alpullu         |
| Babaeski    | Babaeski        |
| Babaeski    | Büyükmandıra    |
| Babaeski    | Karahalil       |
| Babaeski    | Sinanlı         |
| Demirköy    | Demirköy        |
| Demirköy    | İğneada         |
| Kırklareli  | İnece           |
| Kırklareli  | Kavaklı         |
| Kırklareli  | Kırklareli      |
| Kırklareli  | Üsküp           |
| Kofçaz      | Kofçaz          |
| Lüleburgaz  | Ahmetbey        |
| Lüleburgaz  | Büyükkarıştıran |
| Lüleburgaz  | Evrensekiz      |
| Lüleburgaz  | Kırıkköy        |
| Lüleburgaz  | Lüleburgaz      |
| Lüleburgaz  | Sakızköy        |
| Pehlivanköy | Pehlivanköy     |
| Pınarhisar  | Kaynarca        |
| Pınarhisar  | Pınarhisar      |
| Pınarhisar  | Yenice          |
| Vize        | Çakıllı         |
| Vize        | Kıyıköy         |
| Vize        | Sergen          |
| Vize        | Vize            |